# 2000 AL64
2000 AL64 är en asteroid i huvudbältet som upptäcktes den 4 januari 2000 av LINEAR i Socorro County, New Mexico.
Asteroiden har en diameter på ungefär 5 kilometer.